# Museo civico di Albano Laziale
Il museo civico di Albano Laziale è il principale museo della città di Albano Laziale, in provincia di Roma, in Lazio. Fondato nel 1975, dal 1983 è ospitato nell'edificio neoclassico di villa Ferrajoli, al centro di Albano Laziale nel quartiere Borgo Garibaldi.

## Descrizione

### Preistoria

#### Sala I
Questa sala ricostruisce l'ambiente tipico del Quaternario al momento della comparsa dell'uomo sulla Terra, all'epoca della Glaciazione Würm (110.000-9700 anni fa circa). Vi sono esposti modelli in sezione dei principali materiali vulcanici presenti sui Colli Albani (peperino, tufo, pozzolana, lava) e vi è conservato un raro esemplare estratto di latiumite. Nella sala è anche esposto un campione di rocce vulcaniche che avendo inglobato dei vegetali ha permesso, attraverso l'esame del carbonio-14, la datazione dell'ultima eruzione del Vulcano Laziale a 27.000 anni fa.

#### Sala II
In questa sala sono conservati i primi reperti riguardanti la presenza dell'uomo nel territorio albanense, databile al periodo della glaciazione Riss (200.000-130.000 anni fa): i reperti constano in "choppers" ed amigdale, rudimentali strumenti litici scalpellati dall'uomo. Altri reperti conservati nella sala sono un molare e due zanne di elephas antiquus ed altri resti di fauna terrestre e marina.

#### Sala III
La sala III è adibita a sala conferenze ed aula didattica, ed all'occorrenza è luogo di proiezione per filmati e video: infatti i soffitti sono decorati dagli affreschi a grottesca del pittore ottocentesco Giovanni Battista Caretti.

#### Sala IV
In questa sala sono raccolti i reperti della presenza umana sui Colli Albani databile al Paleolitico medio (120.000-36.000 anni fa): in particolare, alcuni manufatti in selce, frammenti di ceramica impressa rinvenuti nelle necropoli albanensi di Colle dei Cappuccini ed in località Montagnano, un grosso frammento litico riconducibile ad un aratro ed alcuni resti animali tra cui un molare di mammuth.

#### Sala V
Questa sala è completamente dedicata al "villaggio delle macine", il singolare centro abitato palafitticolo rinvenuto sotto le acque del lago Albano in territorio di Castel Gandolfo: un tempo sommerso, con il riflusso delle acque oggi i resti del villaggio sono completamente all'asciutto. Il nome deriva all'abitato dalla presenza nel sito archeologico di numerose macine: tra i resti più interessanti, punte di lance in bronzo, punte di frecce in selce, pesi da rete e ceramiche. La vita del villaggio probabilmente cessò attorno al XV secolo a.C., ovvero con la fine dell'età del bronzo antica e l'approssimarsi della cultura appenninica.

#### Sala VI
Questa sala conserva i reperti rinvenuti sul Colle della Mola, in comune di Rocca Priora presso la località Pratoni del Vivaro. Qui doveva sorgere un villaggio che prosperò nel primo periodo della cultura appenninica attorno al XIV secolo a.C.: nel sito si sono trovate numerose ceramiche, un pugnale di bronzo, frammenti di bollitoi e di telai ad alto liccio. Altri reperti estranei al villaggio rocchigiano sono una fibula ad arco di violino, considerata caratteristica della civiltà laziale.

### Protostoria

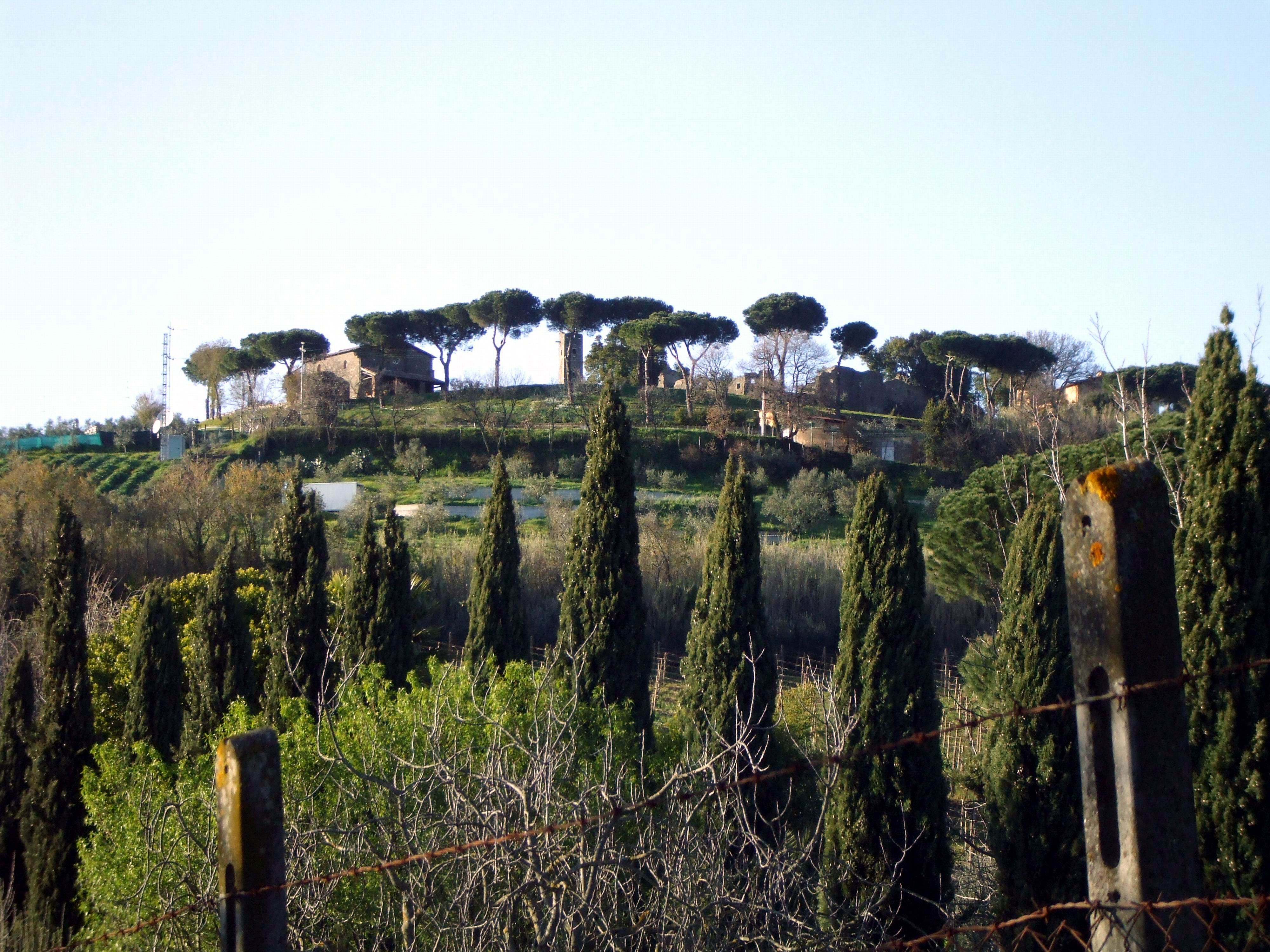
Castel Savello.

#### Sala VII
Questa sala raccoglie reperti varii come un'offerta votiva rinvenuta a Castel Savello e costituita da due vasi di ceramica, una fibula a navicella, perle di una collana in pasta vitrea e due catini bronzei: altri reperti, tra cui due spade di bronzo ed alcune punte di lance e di frecce, appartenevano a dei guerrieri latini del V o del VI secolo a.C. Nella sala è conservato anche il famoso reperto della testa di guerriero latino in terracotta policroma, rinvenuta sempre a Castel Savello, attribuita alla decorazione acroteriale di un tempio.

#### Sala VIII
In questa sala sono raccolti diversi materiali votivi rinvenuti nel centro di Albano Laziale, in via Sant'Ambrogio, nel numero di quasi un migliaio: fra essi miniature di membra sanate o da sanare, "maschere" e teste maschili e femminili in miniatura. Altri reperti provengono da altre località e soprattutto dalla sponda sud-occidentale del lago Albano, dove si ipotizza sorgesse un tempio. Tra le ceramiche, abbondano le tazzette e le lucerne.

### Età arcaico-repubblicana

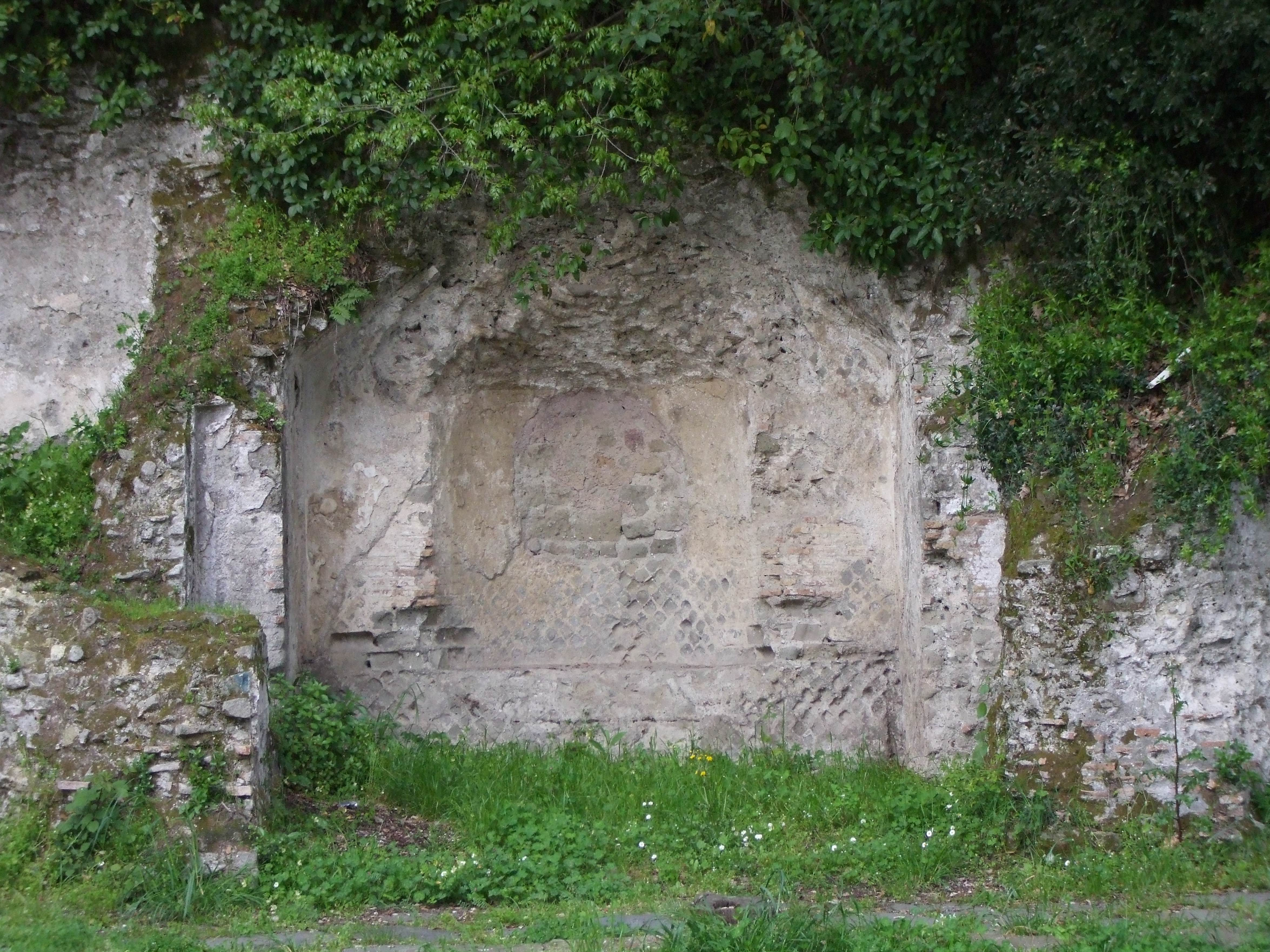
Un nicchione della villa di Gneo Pompeo Magno nel parco pubblico di villa Doria.

#### Sala IX
In questa sala è esposto materiale ceramico a vernice nera rinvenuto soprattutto in località Valle Pozzo, datata al III secolo a.C. Valle Pozzo è indicata da alcuni studiosi come il sito del Locus Ferentinum, il luogo di adunanza della Lega Latina dopo la distruzione di Alba Longa, altrimenti identificato a Marino in località Prato della Corte o, recentemente, a Cecchina o Genzano di Roma.

#### Sala XI
In questa sala sono esposti i reperti della villa di Gneo Pompeo Magno, costruita nel I secolo a.C. ma frequentata come residenza imperiale fino al II secolo e parzialmente scavata nel sito dell'attuale parco pubblico di villa Doria. Tra i ritrovamenti di maggior pregio, da notare una testa femminile in peperino con chiome ondulate, la parte inferiore di una statua togata ed una testa-ritratto marmorea attribuita a Tiberio Gemello, nipote di Tiberio.

#### Sala XII
Questa sala è dedicata alle altre ville romane rinvenute nel territorio albanense, prima tra tutte quella in località Cavallacci, dalla quale provengono numerose ceramiche ed altri oggetti di uso quotidiano: dalla villa in località Cancelliera proviene una testa-ritratto molto consunta attribuita a Faustina maggiore, moglie di Marco Aurelio, mentre dalla villa rinvenuta sulla sponda nord-orientale del lago Albano proviene altro materiale ceramico o di uso quotidiano.